# Siegfried (opera)
Siegfried, WWV 86C, är en tysk opera i tre akter med musik och libretto av Richard Wagner. Den utgör tredje delen av Nibelungens ring. Operan bygger på berättelsen om den unge hjälten Siegfrieds liv. Den hade premiär under de första Festspelen i Bayreuth på Bayreuth Festspielhaus i Bayreuth den 16 augusti 1876 kl 16.00, som en del av det första fullständiga framförandet av Nibelungens ring.
Den svenska premiären ägde rum på Stockholmsoperan den 11 december 1905 och den iscensattes åter med premiär den 2 april 1969.

## Tillkomsthistoria
Librettot till Siegfried skrevs av Wagner i november–december 1852, baserat på en tidigare version som han hade utarbetat i maj–juni 1851 och som ursprungligen hette Jung-Siegfried (Den unge Siegfried), senare ändrad till Der junge Siegfried. Den musikaliska kompositionen påbörjades 1856, men slutfördes inte förrän 1871.
Librettot uppstod ur Wagners gradvisa omvärdering av det projekt han hade inlett med sitt libretto Siegfrieds Tod (Siegfrieds död) som så småningom skulle inkarneras som Ragnarök, den sista delen i Ringen. Efter att ha skissat musik och arbetat med texten till Siegfrieds Tod 1851 insåg han att det skulle behövas ett "förord". Vid denna tidpunkt fick han idén att den inledande operan Der junge Siegfried skulle kunna fungera som en komisk kontrast till tragedin om Siegfrieds Tod. De preliminära musikaliska skisserna till Der junge Siegfried från 1851 övergavs dock snabbt, även om Wagner hade skrivit till sin vän Theodor Uhlig att "de musikaliska fraserna gör sig redo för dessa strofer och perioder, utan att jag ens behöver anstränga mig för dem. Allt växer upp ur marken som om det vore vilt." Kort därefter skrev han till Uhlig att han nu planerade att berätta historien om Siegfried i form av "tre dramer plus en prolog i tre akter" – en tydlig förebild till Ringen.
År 1856 påbörjades slutligen ett fullständigt arbete med musiken till Siegfried, som tonsättaren hädanefter kallade den, när Wagner samtidigt utarbetade två utkast, ett fullständigt utkast med blyerts och en version med bläck på upp till tre notrader, i vilka han utarbetade detaljer i instrumentering och vokallinje. Kompositionen av akterna I och II var klar i augusti 1857. Wagner lämnade då arbetet med Siegfried för att skriva operorna Tristan och Isolde och Mästersångarna i Nürnberg. Han återupptog inte arbetet med Siegfried förrän 1869, då han komponerade den tredje akten. Den slutliga revideringen av partituret gjordes i februari 1871. Premiären dröjde tills den första fullständiga uppsättningen av Ringcykeln hade satts upp i Bayreuth i augusti 1876 under ledning av Hans Richter.

## Personer
Brynhilda: Fru Lykseth-Schjerven
| Roller                          | Röstläge        | Premiärbesättning 16 augusti 1876 (Dirigent: Hans Richter) | Svensk premiärbesättning 11 december 1905 (Dirigent: Richard Henneberg) |
| ------------------------------- | --------------- | ---------------------------------------------------------- | ----------------------------------------------------------------------- |
| Siegfried                       | tenor           | Georg Unger                                                | Modest Menzinsky                                                        |
| Mime                            | tenor           | Max Schlosser                                              | Henning Malm                                                            |
| Wotan (förklädd till Vandraren) | basbaryton      | Franz Betz                                                 | Åke Wallgren                                                            |
| Alberich                        | baryton         | Karl Hill                                                  | Emile Stiebel                                                           |
| Fafner                          | bas             | Franz von Reichenberg                                      | Axel Sellergren                                                         |
| Waldvogel (skogsfågeln)         | koloratursopran | Marie Haupt                                                | Anna Lagergren                                                          |
| Erda                            | kontraalt       | Luise Jaide                                                | Julia Mandahl                                                           |
| Brünnhilde                      | sopran          | Amalie Materna                                             | Magna Lykseth-Skogman                                                   |

## Handling

### Akt I
Förhistoria

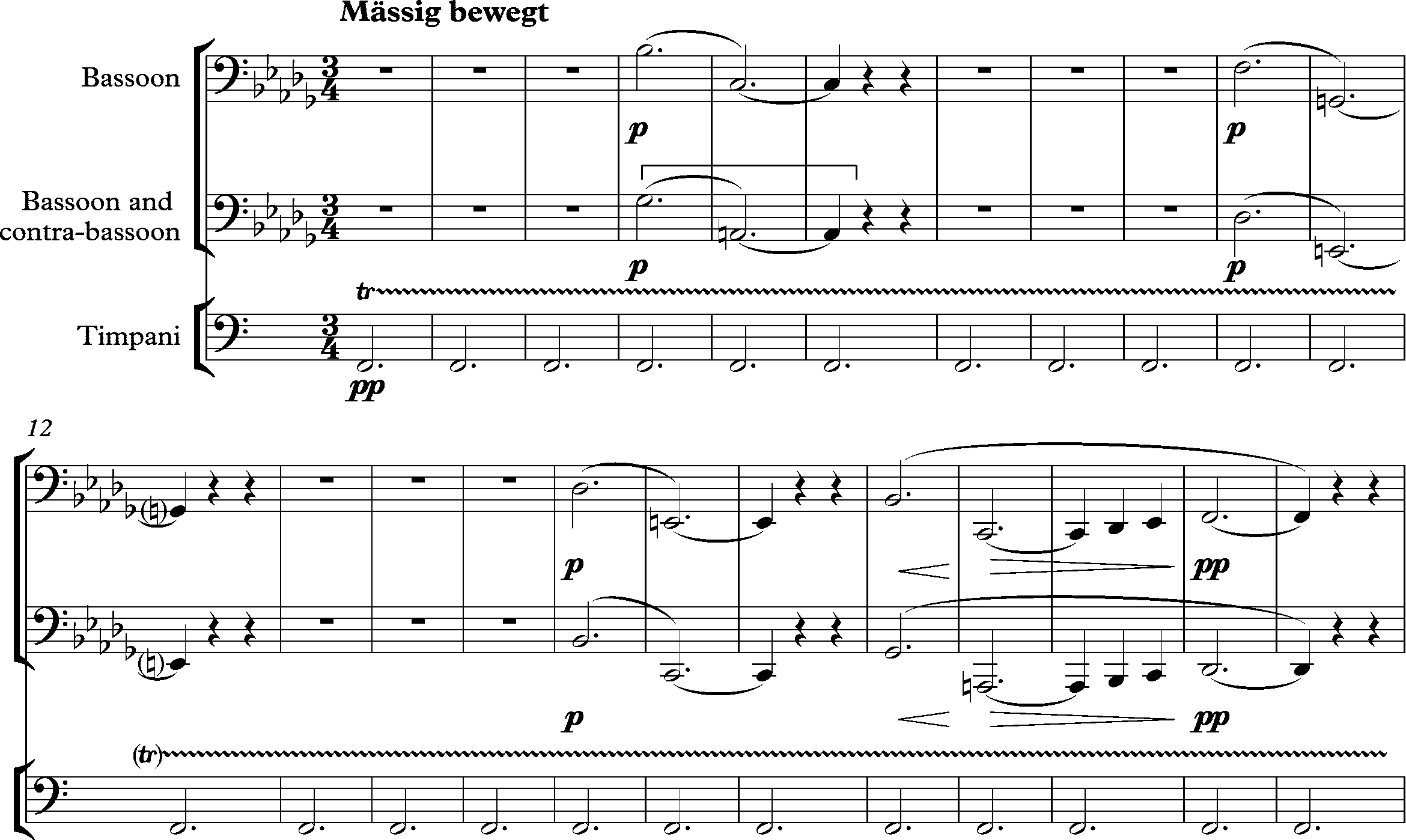
Förspelet till akt I

Dvärgen Mime tog hand om Sieglinde när hon som havande, med hjälp av valkyrian Brünnhilde, flydde undan Wotan (se Valkyrian). Brünnhilde lät Sieglinde ta med sig bitarna av Siegmunds svärd, Notung. Mimes hydda låg nära grottan där jätten Fafner (se Rhenguldet) bodde. Fafner har med hjälp av den magiska hjälmen Tarnhelm transformerat sig till en eldsprutande drake, och vaktar sin skatt och härskarringen. Efter Sieglindes död fortsatte Mime ta hand om hennes son Siegfried som när operan börjar hunnit bli en stark ung man som lever nära naturen och gärna kommer hem dragande på en björn (som i början på den första akten). 
Akt 1 Mimes håla
Scen 1.
I sin grotta försöker Mime förgäves smida ett svärd åt Siegfried (”Zwangvolle Plage! Müh’ ohne Zweck!”), fastän han vet att det enda svärd som skulle vara starkt nog åt Siegfried är Notung. Siegfried har fångat en björn som han driver framför sig in i grottan. Mime blir alldeles ifrån sig av skräck och Siegfried jagar ut björnen igen på det villkor att Mime smider honom ett bra svärd. Mime har just fått ett nytt svärd färdigt, men Siegfried slår det i småbitar. Full av förakt griper han dvärgen vid strupen och tvingar honom att berätta om hans föräldrar. Han tror inte att han är son till den klene dvärgen och Mime berättar hur han en gång fann en kvinna ute i skogen där hon födde en son, som hon gav namnet Siegfried. Hon dog kort efter födseln men hann be Mime att ta hand om barnet och gav honom bitarna av Notung (”Als zullendes Kind zog ich dich auf”). Som bevis för sin berättelse måste Mime ta fram det sönderslagna svärdet Notung. ”Smid färdigt svärdet idag”, säger Siegfried, ”när jag får det lämnar jag dig för alltid”. Så går han ut för att jaga.
Scen 2.
Förtvivlad över att han ska mista Siegfried och över att han inte kan smida samman svärdet Notung, kryper Mime intill härden. Han far plötsligt upp då han blir tilltalad av en vandrare som oförmärkt kommit in i grottan. Det är Wotan, som kommer för att utmana Mime till en tävlan om vem som har den största visdomen. Först svarar Vandraren på tre frågor. Då det blir Mimes tur klarar han de båda första frågorna men då Vandraren frågar vem som ska smida samman svärdet Notung måste Mime ge upp. ”Det ska den göra som aldrig lärt sig vad fruktan är”, svarar Vandraren, ”och han ska bli din bane!”. Därefter lämnar han grottan.
Scen 3.
Mime skälver av ångest. Då Siegfried vänder tillbaka från jakten försöker Mime få honom att glömma svärdet genom att tala om annat. Han ger en ohygglig beskrivning av draken Fafner men Siegfried blir tvärt emot beräkning allt ivrigare att söka upp draken och döda honom. Då han märker att Mime inte kan laga svärdet, beslutar han sig för att göra det själv. Medan han glödgar stålet, tillagar Mime en giftdryck som han tänker ge Siegfried efter striden med draken för att på så vis själv komma i besittning av skatten. Siegfried får svärdet och med ett enda hugg klyver han städet mitt itu (”Notung! Notung! Neidliches Schwert!”).

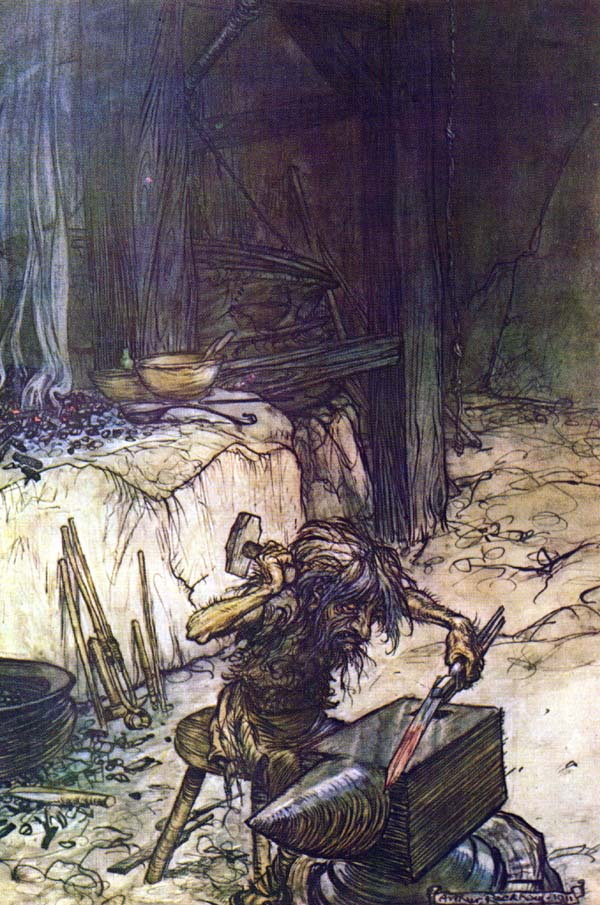
Mime försöker förgäves smida samman Notung.
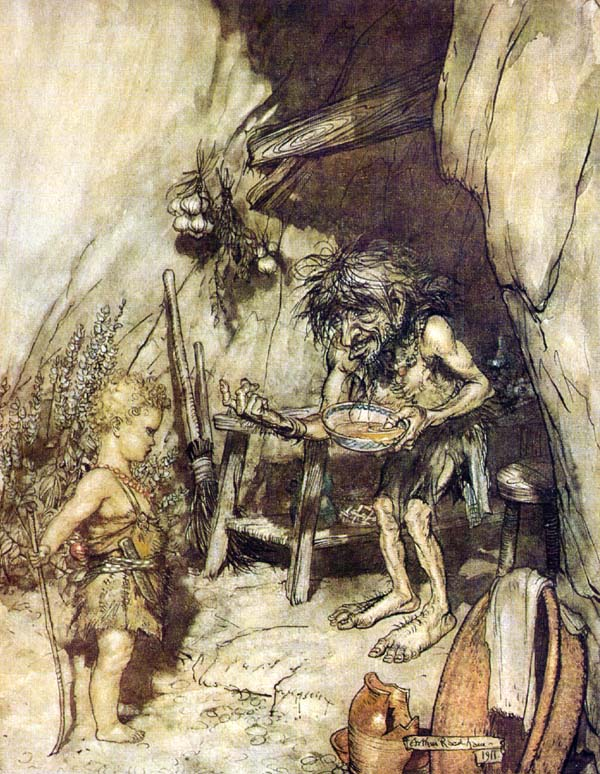
Den unge Siegfried får mat av Mime.
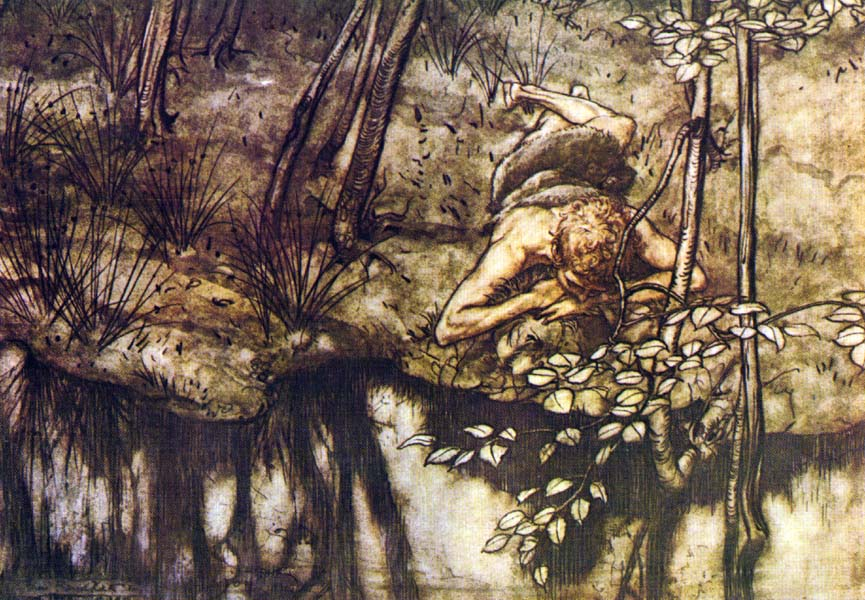
Siegfried ser sin spegelbild och funderar över vem hans föräldrar var.
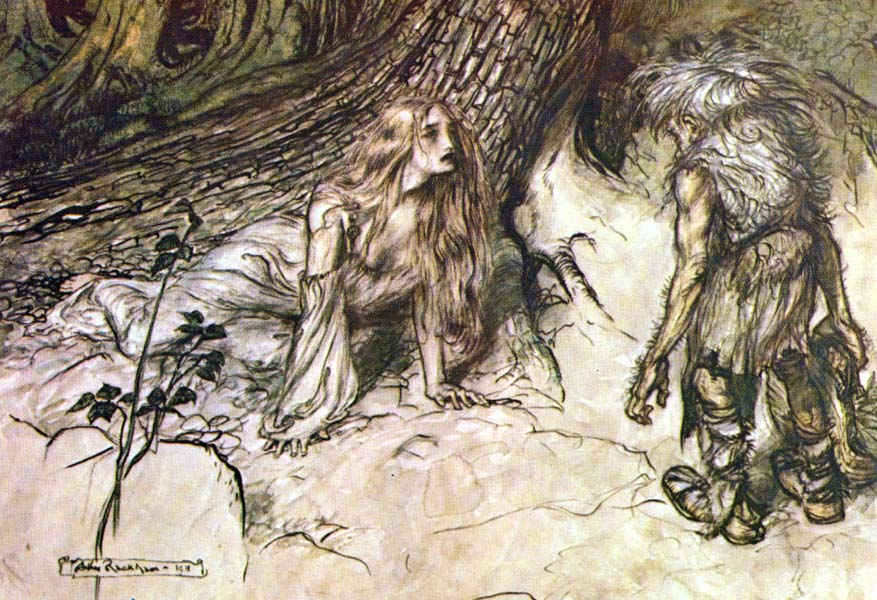
I skogen fann Mime Sieglinde som födde sonen Siegfried.
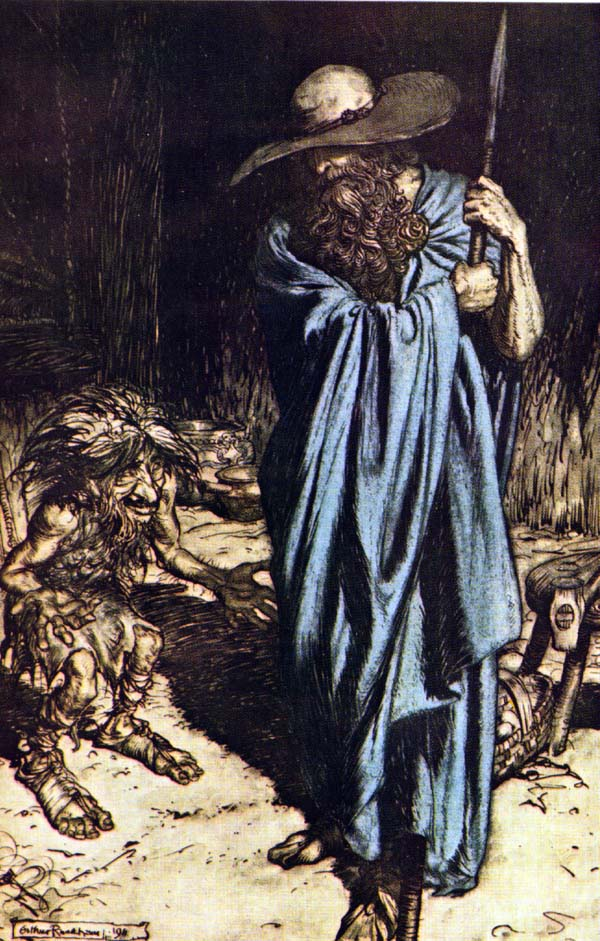
Vandraren gör ett besök his Mime.
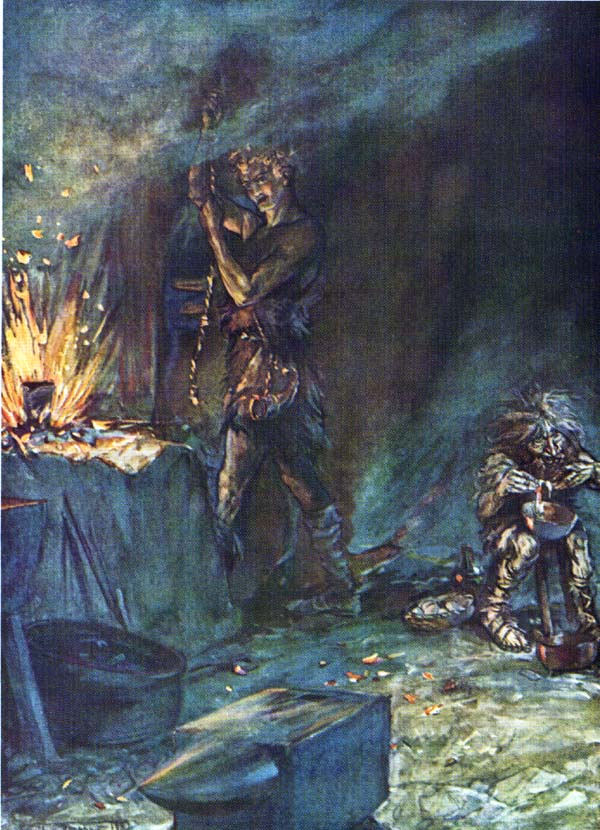
Medan Siegfried smider samman Notung, gör Mime i ordning en giftdryck.
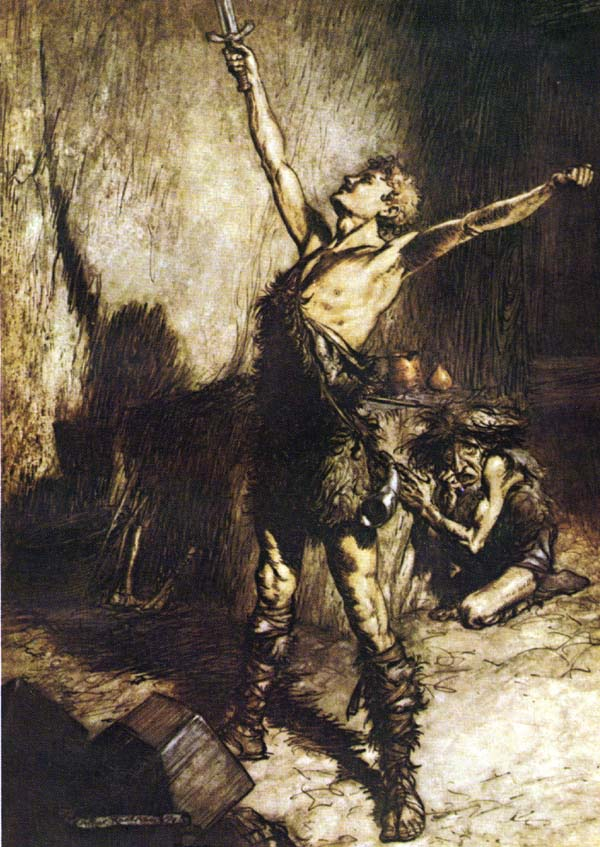
Med ett enda hugg klyver Siegfried städet med svärdet Notung.

### Akt II
Akt 2 Utanför Fafners håla
Scen 1.

Åke Wallgren som Vandraren på Kungliga Operan 1905

I gryningen vakar Alberich utanför draken Fafners håla. Han väntar på att även draken ska drabbas av ringens förbannelse så att han kan återta sin skatt. Vandraren Wotan kommer och berättar att hans bror Mime närmar sig med Siegfried som ska döda Fafner åt honom så att Mime kan bemäktiga sig ringen. Själv har Wotan inga planer på att lägga sig vad som pågår. Wotan väcker Fafner och berättar för honom vad som väntar. Men draken bryr sig inte utan vill bara sova.
Scen 2.
På morgonen kommer Mime med Siegfried. Mime försöker skrämma honom för den väldiga draken, men Siegfried känner inte till fruktan och skickar bort Mime för att få vara ensam. Han lägger sig under ett träd och lyssnar till fågelsången. Han funderar över sin härkomst och över sin döda mor. Genom fågelsången tycker han sig höra att skogens röster talar till honom ("Waldweben – Daß der mein Vater nicht ist"). Han skär till en flöjt och försöker spela en visa på den för att få kontakt med en skogsfågel, men fågeln förstår honom inte. Då griper han till sitt horn och blåser med sådan kraft att draken vaknar och kommer ut ur sin håla. Siegfried möter draken utan fruktan och dräper det med svärdet Notung. Döende varnar Fafner honom för Mime och då Siegfried drar till sig svärdet får han brännande drakblod på handen. När han för handen till munnen för att lindra smärtan får han lite av blodet på tungan och kan plötsligt förstå skogsfågelns sång (”Ist mir doch fast, als sprächen die Vögelein zu mir!”). Den råder honom att hämta trollhjälmen och ringen inne i grottan och ta sig i akt för den lömske Mime. Siegfried går in i grottan.
Scen 3.
Utanför grottan springer Alberich och Mime på varandra. De börjar gräla om skatten men tystnar och gömmer sig då Siegfried nalkas. Båda ser hur hjälten har tillskansat sig både hjälmen och ringen. Siegfried möts av en fjäskande Mime (”Willkommen, Siegfried!”). Han erbjuder Siegfried en dryck, som han säger ska lindra dennes smärtor, men som i själva verket är en giftdryck. Men Siegfried kan bakom Mimes hycklande ord höra dvärgens sanna avsikt och fäller denne till marken med Notung. Alberich skrattat triumferande medan Siegfried kastar in Mimes kropp i grottan och täpper till ingången med drakkroppen. Guldskatten bryr han sig inte om. Siegfried är nu ensam. Då han säger att han vill finna en livsledsagerska berättar skogsfågeln för honom om Brünnhilde, som sover på ett klippkrön omgiven av eldslågor. Hon kan väckas endast av en hjälte som trotsar lågorna. Siegfried vill genast vinna henne och drar iväg med fågeln som vägvisare (”Nun sing! Ich lausche dem Gesang”).

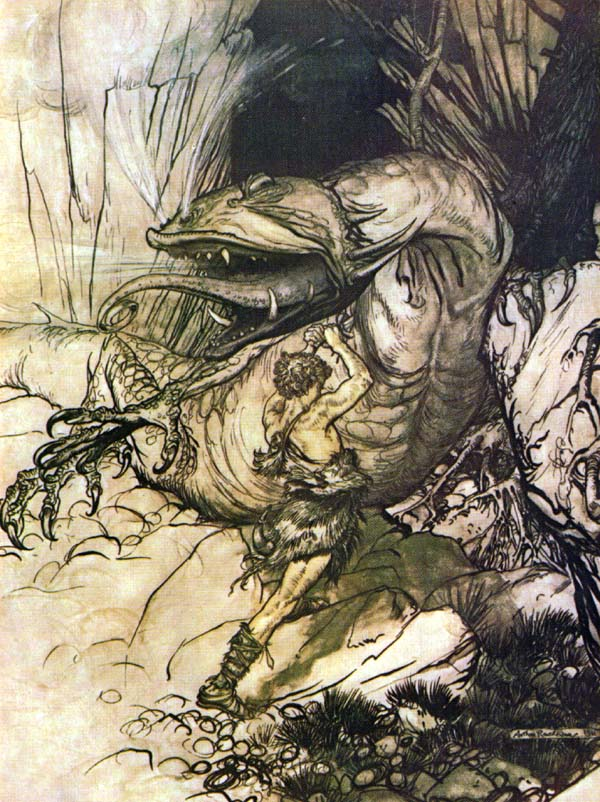
Siegfried dödar Fafner med ett hugg i hjärtat.
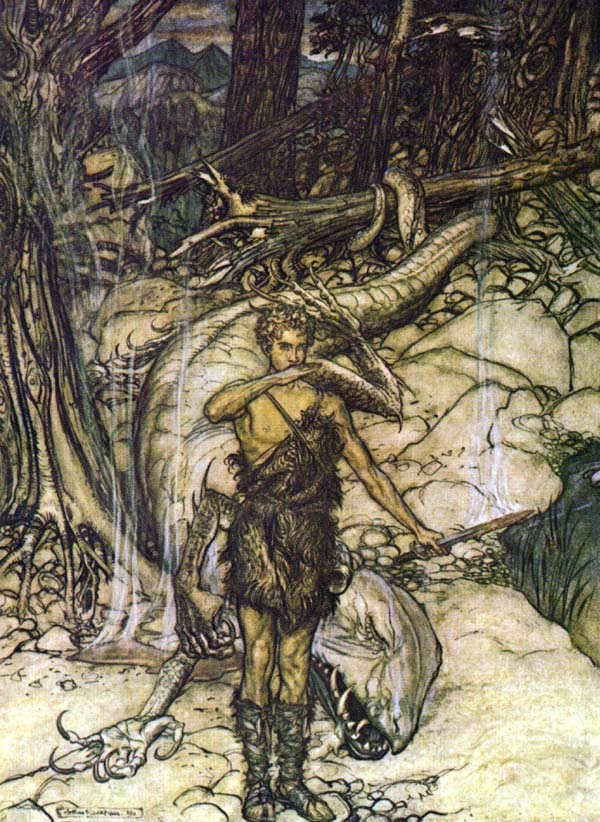
När Siegfried råkar få drakblod på tungan kan han förstå fåglarnas sång.
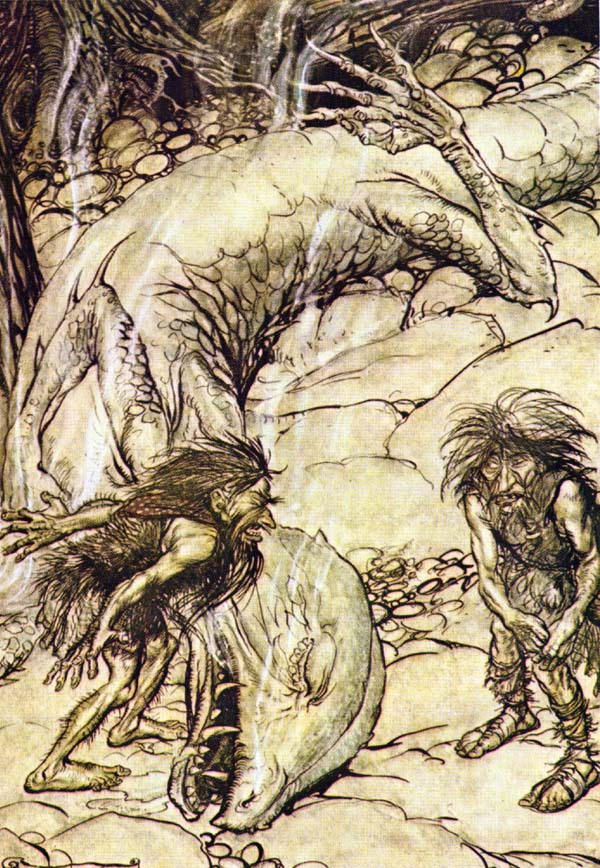
Alberich och Mime grälar om skatten vid Fafners döda kropp.

### Akt III
Akt 3
Scen 1. Stigen till Brünnhildes klippa

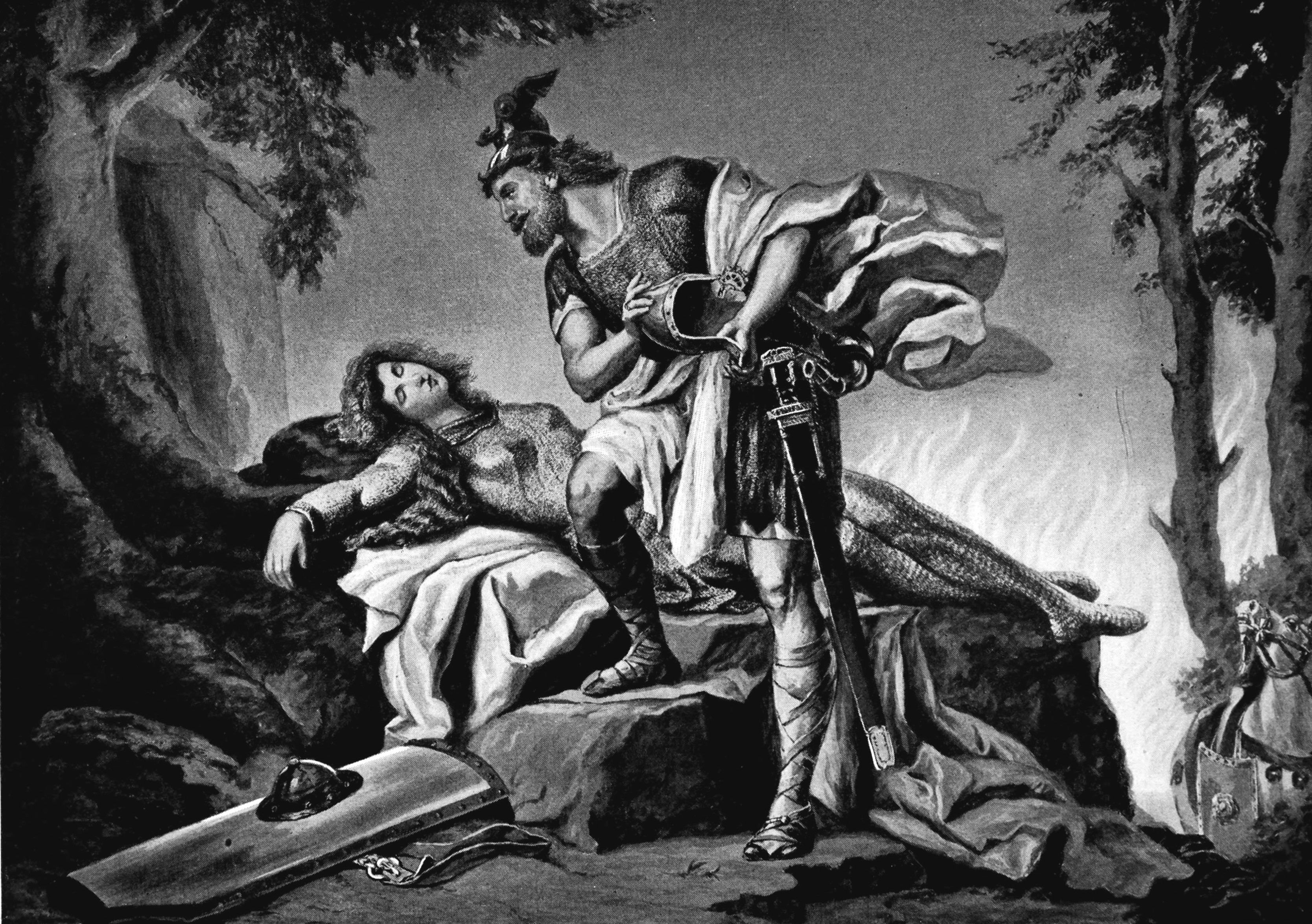
Siegfried väcker den sovande Brünnhilde

Vandraren Wotan förtärs av oro och uppsöker än en gång jordgudinnan Erda. Han väcker henne ur hennes djupa sömn för att av henne få veta hur han ska kunna hindra ödets gång. Men hon vill inte avslöja något för honom. Han säger att han anar vad Erda vet, men att han inte fruktar för gudarnas undergång: ty, säger han, när Ragnarök inträffar ska en ny släkt, völsungarna, uppstå och överta gudarnas arv. Siegfried ska väcka Brünnhilde och tillsammans ska de befria världen från förbannelsen och ge Rhendöttrarna deras ring tillbaka. På Wotans uppmaning sjunker Erda ned i jorden för alltid.
Scen 2.
Siegfried är på väg till Brünnhildes eldsprutande berg och möter på vägen Vandraren. Siegfried berättar hur han dräpte Fafner, men Wotan fortsätter att ställa frågor och Siegfried blir till sist irriterad och vill knuffa honom åt sidan. Han känner sig stolt över sonsonen, men tycker att han är en aning övermodig och spärrar på skämt vägen för honom med sitt spjut. De börjar utkämpa en envig och Siegfried förstår att mannen är hans fars fiende. Siegfried hugger spjutet i två delar, och utan att veta det har han därmed brutit Wotans makt. Ingenting kan längre hålla Siegfried tillbaka och han klättrar mot bergstoppen.
Scen 3. På toppen av Brünnhildes klippa
Siegfried tränger igenom lågorna fram till den sovande Brünnhilde. Han finner en gestalt sovande på marken. Först tror han att det är en hjälte eftersom gestalten är beväpnad med sköld och hjälm. När han tar bort skölden och vapenutrustningen upptäcker han att gestalten är en kvinna, den kvinna som skulle vara hans utlovade brud. Siegfried börjar att darra, äntligen har han lärt sig var fruktan vill säga. Han väcker Brünnhilde med en lidelsefull kyss. Hon reser sig och hälsar solen och hjälten som väckt henne (”Heil dir, Sonne! Heil dir, Licht!”) Lycklig räcker hon Siegfried handen och han vill omfamna henne. Hon viker undan från honom, inte ens gudarna fick röra henne, men så går det upp för henne att hon är berövad sin gudomlighet och att hon är en jordisk kvinna, som känner kärlekens längtan (”Ewig war ich, ewig bin ich”). Medan solen skiner på klippan kastar hon sig i Siegfrieds armar.

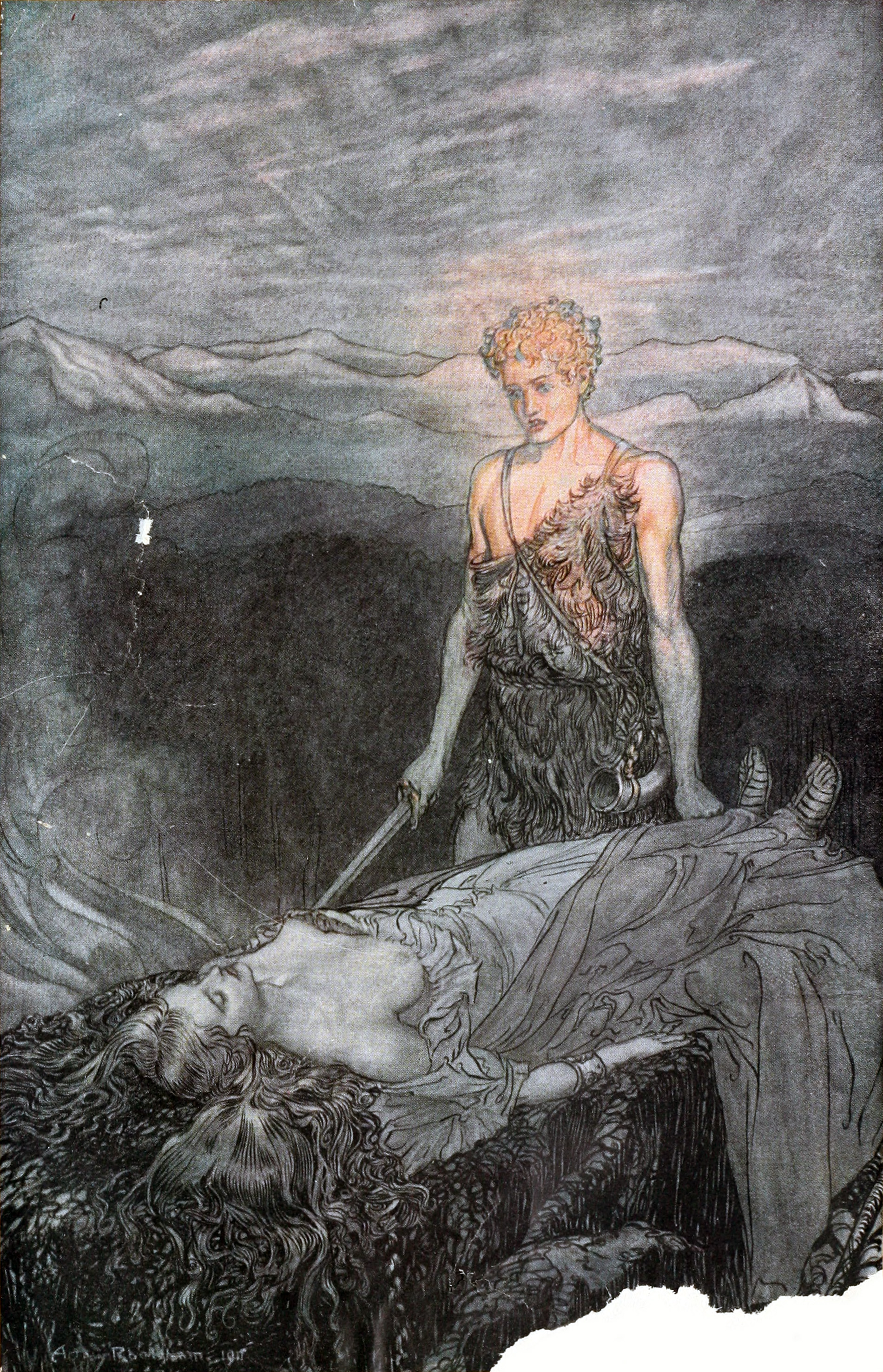
Siegfried inser att gestalten på marken är en kvinna.
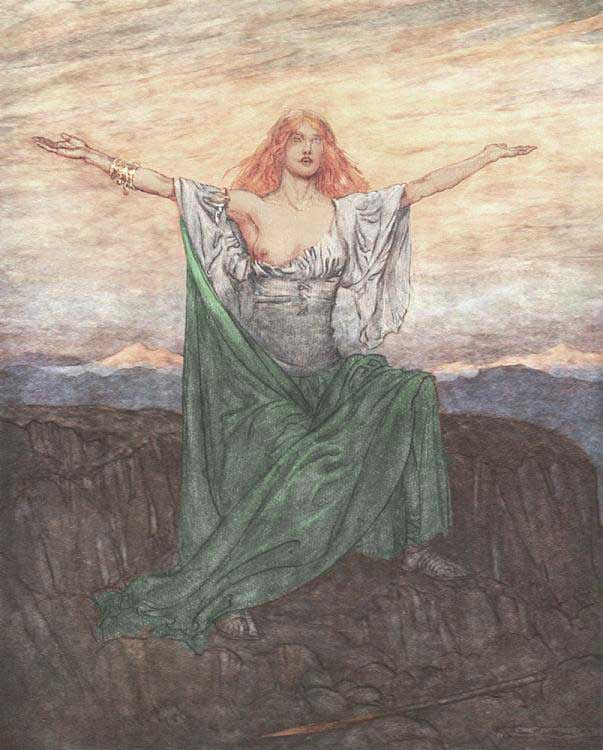
Brünnhilde prisar solen, ljuset och Siegfried.
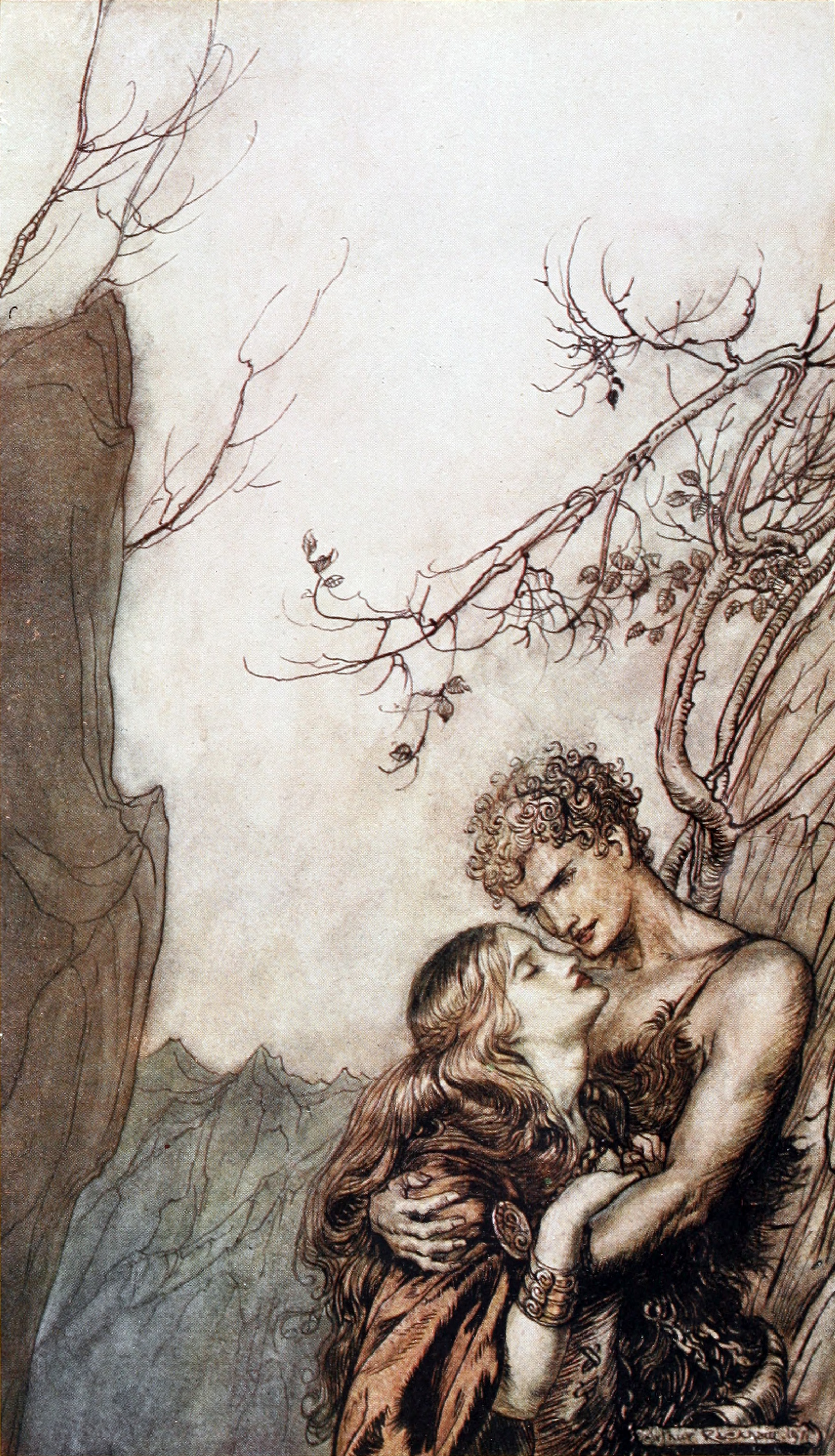
Brünnhilde och Siegfried faller i varandras armar.

## Musikaliska och dramatiska episoder i operan

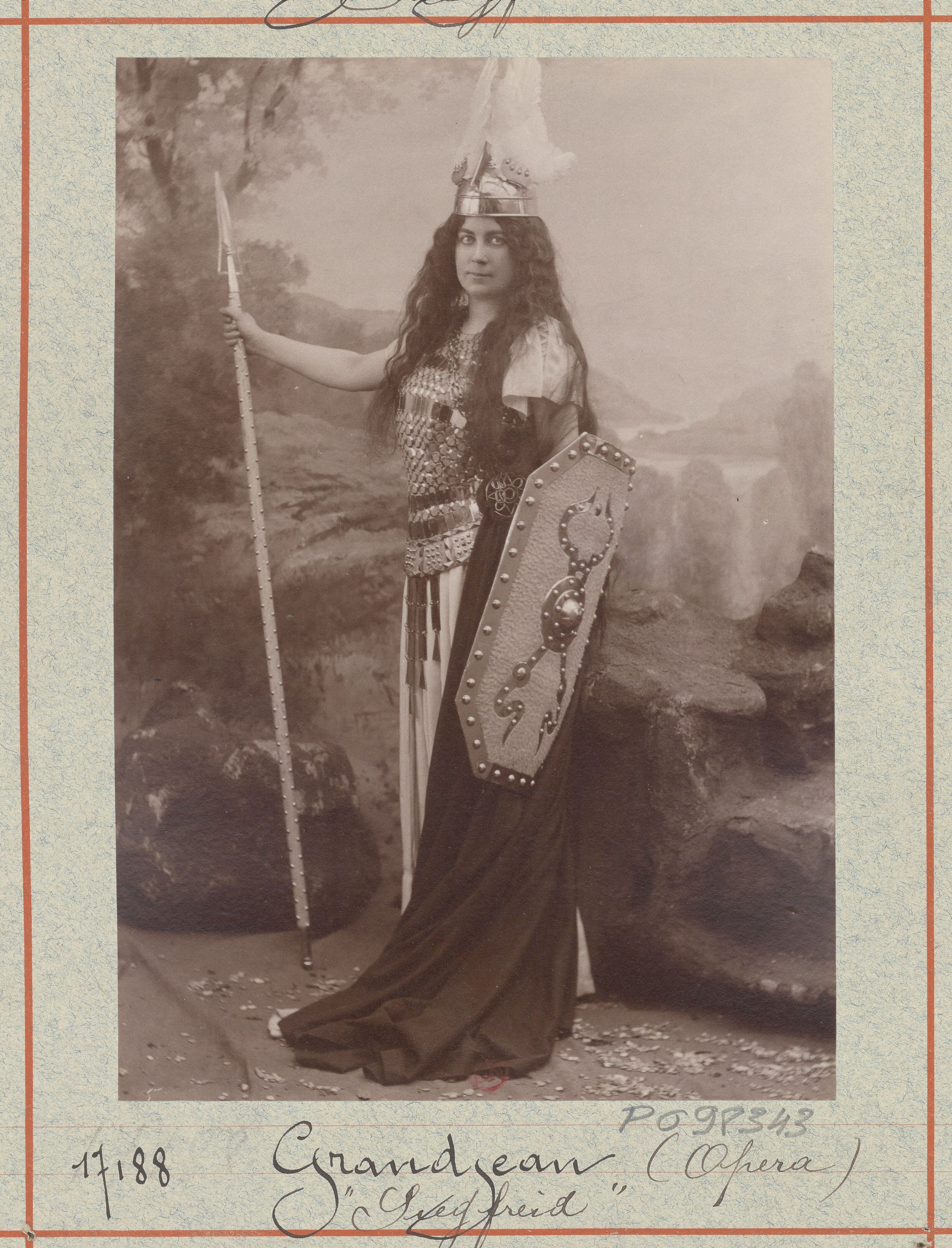
Louise Grandjean som Brünnhilde, 1902

- Siegfrieds svärdssång (”Notung! Notung! Neidliches Schwert”, akt I, scen 3)
- Siegfried smidessång (”Hoho! Hoho! Hohei! Schmiede mein Hammer, ein hartes Schwert!”, akt I, scen 3)
- Skogssus (”Dass der mein Vater nicht ist”, akt II, scen 2)
- Erdas klagan (”Wirr wird mir, seit ich erwacht”, akt III, scen 1)
- Wotans ödessång (”Du bist nicht, was du dich wähnst”, akt III, scen 1)
- Brünnhildes uppvaknande (”Heil dir, Sonne! Heil dir, Licht!”, akt III, scen 3)
- Brünnhildes kärlekshälsning (”Siegfried! Siegfried! Seliger Held”, akt III, scen 3)

## Inspelningar (urval)
- 1937: Orkester från Metropolitan Opera New York, Dirigent: Arthur Bodanzky; Solister: Lauritz Melchior, Kirsten Flagstad, Friedrich Schorr, Karl Laufkötter, Eduard Habich, Emanuel List, Kerstin Thorborg (Archipel)
- 1953: Orchestra Sinfonica Della Radio Italiana, Dirigent: Wilhelm Furtwängler; Solister: Ludwig Suthaus, Martha Mödl, Julius Patzak, Ferdinand Frantz, Alois Pernerstorfer, Josef Greindl, Margarete Klose (EMI)
- 1953: Orkester från Festspelen i Bayreuth, Dirigent: Clemens Krauss; Solister: Wolfgang Windgassen, Astrid Varnay, Paul Kuën, Hans Hotter, Gustav Neidlinger, Josef Greindl, Maria von Ilosvay (Gala)
- 1962: Wienerfilharmonikerna, Dirigent: Georg Solti; Solister: Wolfgang Windgassen, Birgit Nilsson, Gerhard Stolze, Hans Hotter, Gustav Neidlinger, Kurt Böhme, Marga Höffgen (Decca)
- 1966: Orkester från Festspelen i Bayreuth, Dirigent: Karl Böhm; Solister: Wolfgang Windgassen, Birgit Nilsson, Erwin Wohlfahrt, Theo Adam, Gustav Neidlinger, Kurt Böhme, Věra Soukupová, Erika Köth (Philips)
- 1969: Berlinerfilharmonikerna, Dirigent: Herbert von Karajan; Solister: Helga Dernesch, Catherine Gayer, Oralia Domínguez, Jess Thomas, Gerhard Stolze, Thomas Stewart, Zoltán Kelemen, Karl Ridderbusch (DG)

- Wagner at the Royal Swedish Opera 1955–1959 Tannhäuser : Parsifal : Siegfried. Royal Swedish Opera Archives ; Vol.7. Stockholm: Caprice Records. 2007. Libris 10559404
- Siegfried. Siegfried Jerusalem, Graham Clark, John Tomlinson, Günter von Kannen, Anne Evans. Orchester der Bayreuther Festspiele. Daniel Barenboim, dirigent. Warner DVD 2564 62320-2. 2 DVD.[8]

### Tryckta källlor
- Bailey, Robert (1977). "The Structure of the "Ring" and Its Evolution", in 19th-Century Music, vol.1 no. 1, pp. 48–61.
- Malm, Mats (2000). "Baldrs draumar: literally and literarily", in Old Norse Myths, Literature and Society: Proceedings of the 11th International Saga Conference 2–7 July 2000, University of Sydney, ed. Geraldine Barnes and Margaret Clunies Ross, pp. 277–289. Sydney: Centre for Medieval Studies, University of Sydney. ISBN 1-86487-3167
- Millington, Barry (n.d.). "Siegfried" in Grove Music Online  [inloggning kan krävas], accessed 2 September 2015.
- Tatar, Maria (2003). The Hard Facts of the Grimms' Fairy Tales. Princeton: Princeton University Press. p. 104, ISBN 978-0691114699
- Vernon, David (2021). Disturbing the Universe: Wagner's Musikdrama. Edinburgh: Candle Row Press. ISBN 978-1527299245
- Wagner, Richard (arr. Richard Kleinmichel) (n.d.[1893]). Siegfried (piano score) on IMSLP website, accessed 2 September 2015.